# Цітайхе
Цітайхе (кит. спр. 七台河市, піньїнь: Qītáihé Shì) — місто-округ в східнокитайській провінції Хейлунцзян.

## Географія
Цітайхе розташовується на сході провінції.

### Клімат
Місто знаходиться у зоні, котра характеризується вологим континентальним кліматом з теплим літом. Найтепліший місяць — липень із середньою температурою 21.8 °C (71.2 °F). Найхолодніший місяць — січень, із середньою температурою -17.7 °С (0.1 °F).
| Клімат Цітайхе          | Клімат Цітайхе | Клімат Цітайхе | Клімат Цітайхе | Клімат Цітайхе | Клімат Цітайхе | Клімат Цітайхе | Клімат Цітайхе | Клімат Цітайхе | Клімат Цітайхе | Клімат Цітайхе | Клімат Цітайхе | Клімат Цітайхе | Клімат Цітайхе |
| Показник                | Січ.           | Лют.           | Бер.           | Квіт.          | Трав.          | Черв.          | Лип.           | Серп.          | Вер.           | Жовт.          | Лист.          | Груд.          | Рік            |
| Середній максимум, °C   | −12,2          | −8,1           | 1,1            | 12,3           | 20,1           | 24,4           | 26,9           | 25,6           | 20             | 11,4           | −0,4           | −9,8           | 9,3            |
| Середня температура, °C | −17,7          | −14,1          | −4,8           | 5,9            | 13,2           | 18,5           | 21,8           | 20,5           | 14             | 5,4            | −5,7           | −14,9          | 3,5            |
| Середній мінімум, °C    | −23,4          | −20,5          | −11,3          | −1,1           | 6              | 12,2           | 16,3           | 15,2           | 7,5            | −1,2           | −11,2          | −20,2          | −2,6           |
| Норма опадів, мм        | 3.7            | 5.9            | 8.3            | 23.1           | 50.8           | 83.7           | 123.9          | 125.6          | 58.5           | 31.9           | 12.5           | 7.1            | 535            |
| Днів з опадами          | 6,1            | 5,6            | 6              | 8,2            | 12,7           | 15,7           | 15,2           | 15,3           | 12,5           | 9,1            | 6,6            | 7              | 120            |
| Вологість повітря, %    | 68.8           | 67.4           | 61.3           | 55             | 57.2           | 71.2           | 78.3           | 79.3           | 73.5           | 64.1           | 67             | 72.4           | 68             |
| ----------------------- | -------------- | -------------- | -------------- | -------------- | -------------- | -------------- | -------------- | -------------- | -------------- | -------------- | -------------- | -------------- | -------------- |
| Джерело: Weatherbase    |                |                |                |                |                |                |                |                |                |                |                |                |                |